# Daniel Hrehorowicz Szczytt Zabielski
Daniel Hrehorowicz Szczytt Zabielski herbu Radwan – podsędek połocki w latach 1617–1635, pisarz ziemski połocki do 1617 roku, pisarz grodzki połocki w latach 1602–1609.
Poseł na sejm zwyczajny 1635 roku.
Był elektorem Władysława IV Wazy z województwa połockiego w 1632 roku.